# سلطان‌پور، جهلم
سلطان‌پور (به انگلیسی: Sultanpur) یک منطقهٔ مسکونی در پاکستان است که در ناحیه جهلم واقع شده‌است.